# Falko Marx
Falko Marx (Keulen, 1 juli 1941 – aldaar, 29 december 2012) was een Duitse goudsmid en sieraadontwerper.

## Leven en werk
Marx studeerde aan de Kölner Werkschulen (1961-1965) en had les van onder anderen de goudsmid Elisabeth Treskow. Vernieuwend in zijn werk was dat hij oude en nieuwe materialen samenbracht. Naast edelmetalen verwerkte hij objets trouvés in zijn sieraden, archeologische vondsten en voorwerpen uit het dagelijks leven. Door ook water op te nemen, creëerde hij beweging in zijn sieraden. In 1990 ontving Marx de Herbert Hofmann-Preis. In 2009 verscheen een monografie, waarin ongeveer zestig werken van hem worden behandeld. In dat jaar vond ook een tentoonstelling plaats bij het Museum für Angewandte Kunst in Keulen.
Marx' werk is opgenomen in de collecties van onder andere de Helen Williams Drutt Collection, het Museum of Fine Arts in Houston en het het Museum für Angewandte Kunst in Keulen.